# GNU gcal
gcal est un programme en ligne de commande permettant le calcul et l'affichage de calendriers. GNU gcal est une implémentation de la commande UNIX cal développée en 1994 par Thomas Esken puis maintenue pour le projet GNU par Giuseppe Scrivano.

## Caractéristiques techniques
GNU gcal propose l'affichage de nombreux systèmes calendaires, du système grégorien au calendrier hébreu, en passant par les systèmes  chinois ou japonais ou le calendrier islamique civil...

### Historique des versions
| Version | Date de sortie  | Principaux changements |
| ------- | --------------- | ---------------------- |
| 3.6.1   | 15 juillet 2011 | - Support d'unicode.   |
| 3.6     | 2 juin 2010     |                        |